# Systropus montivagus
Systropus montivagus är en tvåvingeart som först beskrevs av Seguy 1963.  Systropus montivagus ingår i släktet Systropus och familjen svävflugor. Inga underarter finns listade i Catalogue of Life.